# Maison en bois à Golobok
La maison en bois à Golobok (en serbe cyrillique : Кућа брвнара у Голобоку ; en serbe latin : Kuća brvnara u Goloboku) se trouve à Golobok, dans la municipalité de Smederevska Palanka et dans le district de Podunavlje, en Serbie. Elle est inscrite sur la liste des monuments culturels protégés de la république de Serbie (identifiant no SK 621).

## Présentation
La maison en bois de Milorad Stevanović à Golobok a été construite au début du XIXe siècle mais elle a brûlé dans un incendie dans les années 1980. Par son style et l'organisation de son espace, elle appartenait au type des maisons rurales de la région de la Šumadija (Choumadie).
De plan rectangulaire, elle disposait d'une entrée sans porche-galerie. Elle était constituée de trois pièces, dont la « kuća », la maison proprement dite, qui occupait la moitié de l'espace intérieur, et deux autres pièces plus petites ; dans l'espace central se trouvait un foyer ouvert. Les murs étaient en bois et le bâtiment était doté d'un toit à quatre pans recouvert de tuiles.